# Bürös Gyöngyi
Bürös Gyöngyi (Budapest, 1936. február 24.)  magyar színésznő.

## Életpályája
1957–1961 között a Színház- és Filmművészeti Főiskola hallgatója volt. 1961–1963 között az egri Gárdonyi Géza Színház tagja volt. 1963–1965 között a szolnoki Szigligeti Színházban játszott. 1965–1966 között a kaposvári Csiky Gergely Színház színművésze volt. 1966–1971 között a debreceni Csokonai Színházban lépett fel.

## Munkássága
Drámai alkat, de vígjátékban és operettben is erőssége színházának. Kósa Ferenc filmrendező hívta meg először filmezni, s a Tízezer nap (1967) anyaszerepében nemcsak széles körű hazai, de számottevő nemzetközi elismerést is aratott stílusos, balladás, de ugyanakkor természetes játékával.

## Színházi szerepei
A Színházi Adattárban regisztrált bemutatóinak száma: 33.
| - Arbuzov: Irkutszki történet....A lány - Miljutyin: Juanita csókja....Juanita - Achard: A világ legszebb szerelme....Marie Surgeres - Scribe: Egy pohár víz....Királynő - Kálmán Imre: Cirkuszhercegnő....Mábel - Huszka Jenő: Gül baba....Leila - Gáspár Margit: Hamletnek nincs igaza....Lia - Fall: Pompadour....Madelaine - Csehov: Platonov szerelmei....Szása - Brecht: Koldusopera....Polly - Szigligeti Ede: Liliomfi....Mariska; Erzsike - Deval: Potyautas....Martine - Homérosz: Odyssea....Istennő - Schiller: Ármány és szerelem....Lujza - Katona József: Bánk bán....Melinda - Gárdonyi Géza: Ida regénye....Ida | - Zerkovitz Béla: Csókos asszony....Rica-Maca - Buday-Tarnay: Csárdás....Rozika - Williams: Amíg összeszoknak - Tetőpont egy barlang fölött....Dorothy Bates - Huszka Jenő: Mária főhadnagy....Mária - Dürrenmatt: Az öreg hölgy látogatása....Ottilia - Petrov: Rózsák tánca....Tisztviselőnő - O’Neill: Amerikai Elektra....Lavinia - Móricz Zsigmond: Nem élhetek muzsikaszó nélkül....Pólika - William Shakespeare: Lear király....Cordélia - Ortutay-Kazimir: Kalevala....Ajno - Svarc: A sárkány....Elza - Molnár Ferenc: Liliom....Julika - Molnár Géza: Vasárnap mindig esik az eső....Kati - Szophoklész: Oidipusz király Oidipusz Kolonoszban Antigoné....Iszméné - Mesterházi Lajos: Férfikor....Kati - Csehov: Sirály....Mása |

## Filmjei
- Tízezer nap (1967)
- Tiltott terület (1969)
- Holdudvar (1969)
- Még kér a nép (1972)
- Felhőfejes (1972)
- Irgalom (1973)
- A magyar ugaron (1973)
- Szabad lélegzet (1973)
- Szeptember végén (1973)
- Macskajáték (1974)
- Holnap lesz fácán (1974)
- Árvácska (1976)